# Função monótona

A função f(x)=x^{3} é monótona crescente, embora a sua derivada se anule em x=0.

A função f(x)=1/x, para x não nulo, não é monótona decrescente, embora tenha derivada negativa em todos os pontos do seu domínio.

Em matemática, uma função entre dois conjuntos ordenados é monótona quando ela preserva (ou inverte) a relação de ordem. Quando a função preserva a relação, ela é chamada de função crescente. Quando ela inverte a relação, ela é chamada de função decrescente. Usa-se o prefixo estritamente para enfatizar que a função é injetiva, mas, em muitos contextos, isso fica implícito.

## Definição
Sejam {\displaystyle A} e {\displaystyle B} conjuntos ordenados. Então:
- f é estritamente crescente em A quando {\displaystyle \forall x,y\in A,\ (x>y\Rightarrow f(x)>f(y))}
- f é estritamente decrescente em A quando {\displaystyle \forall x,y\in A,\ (x>y\Rightarrow f(x)<f(y))}
- f é monótona não-decrescente ou crescente em sentido lato[1] quando {\displaystyle \forall x,y\in A,\ (x>y\Rightarrow f(x)\geq f(y))}
- f é monótona não-crescente ou decrescente em sentido lato[1] quando {\displaystyle \forall x,y\in A,\ (x>y\Rightarrow f(x)\leq f(y))}

Note-se que, de propósito, não foram definidos os termos crescente e decrescente, já que alguns autores definem como, respectivamente, estritamente crescente e estritamente decrescente e outros autores como monótona não-decrescente e monótona não-crescente.

## Exemplos
- A função identidade em qualquer conjunto ordenado é estritamente crescente.
- A função f(x) = -x no conjunto dos números reais é estritamente decrescente.